# Същински птици
Същинските птици (на латински: Neognathae от на старогръцки: νέος – „нова“, на старогръцки: γνάθος – „челюст“) са инфраклас птици, обхващаш повече от 9000 вида и повечето съвременни птици. Противопоставен е на надразреда безкилеви (Paleognathae).
Главната особеност, отличаваща същинските птици от безкилевите е структурата на небцето. Същинските птици включват както летящи, така и нелетящи птици, например, пингвините. Най-големият представител на същинските птици е кондорът с големина до 1,3 метра и с размах на крилете до 3,2 метра.
Първите изкопаеми същински птици се датират в периода креда преди около 70 милиона години. Според някои теории, същинските птици произхождат от безкиливите и са тяхно еволюционно развитие.

## Систематика
Към същинските птици се отнасят следните разреди:
Инфраклас Същински птици
- Разред Accipitriformes Vieillot, 1816
- Разред Aegotheliformes Simonetta, 1967
- Разред Гъскоподобни (Anseriformes) Wagler, 1831
- Разред Бързолетоподобни (Apodiformes) Peters, 1940
- Разред Козодоеподобни (Caprimulgiformes) Ridgway, 1881
- Разред Кариамоподобни (Cariamiformes) Fürbringer, 1888
- Разред Дъждосвирцоподобни (Charadriiformes) Huxley, 1867
- Разред Щъркелоподобни (Ciconiiformes) Bonaparte, 1854
- Разред Птици мишки (Coliiformes) Murie, 1872
- Разред Гълъбоподобни (Columbiformes) Latham, 1790
- Разред Синявицоподобни (Coraciiformes) Forbes, 1884
- Разред Кукувицоподобни (Cuculiformes) Wagler, 1830
- Разред Соколоподобни (Falconiformes) Sharpe, 1874
- Разред Кокошоподобни (Galliformes) Temminck, 1820
- Разред Гмуркачоподобни (Gaviiformes) Wetmore & Miller, 1926
- Разред Жеравоподобни (Gruiformes) Bonaparte, 1854
- Разред Leptosomatiformes
- Разред Mesitornithiformes
- Разред Туракоподобни (Musophagiformes) Seebohm, 1890
- Разред Хоациноподобни (Opisthocomiformes)
- Разред Врабчоподобни (Passeriformes) Linnaeus, 1758
- Разред Пеликаноподобни (Pelecaniformes) Sharpe, 1891
- Разред Фаетоноподобни (Phaethontiformes)
- Разред Фламингоподобни (Phoenicopteriformes) Fürbringer, 1888
- Разред Кълвачоподобни (Piciformes) Meyer & Wolf, 1810
- Разред Гмурецоподобни (Podicipediformes) Fürbringer, 1888
- Разред Буревестникоподобни (Procellariiformes) Fürbringer, 1888
- Разред Папагалоподобни (Psittaciformes) Wagler, 1830
- Разред Пустинаркоподобни (Pteroclidiformes) Boucard, 1876
- Разред Пингвиноподобни (Sphenisciformes) Sharpe, 1891
- Разред Совоподобни (Strigiformes) Wagler, 1830
- Разред Рибоядоподобни (Suliformes) Reichenbach, 1849
- Разред Трогоноподобни (Trogoniformes) AOU, 1886